# Нью-Лімерик (Мен)
Нью-Лімерик (англ. New Limerick) — місто (англ. town) в США, в окрузі Арустук штату Мен. Населення — 574 особи (2020).

## Демографія
Згідно з переписом 2010 року, у місті мешкало 510 осіб у 241 домогосподарстві у складі 154 родин. Було 407 помешкань
Расовий склад населення:
| - 98,6 % — білих - 0,4 % — чорних або афроамериканців |

До двох чи більше рас належало 1,0 %. Частка іспаномовних становила 0,4 % від усіх жителів.
За віковим діапазоном населення розподілялося таким чином: 15,1 % — особи молодші 18 років, 62,4 % — особи у віці 18—64 років, 22,5 % — особи у віці 65 років та старші. Медіана віку мешканця становила 51,4 року. На 100 осіб жіночої статі у місті припадало 91,7 чоловіків;  на 100 жінок у віці від 18 років та старших — 94,2 чоловіків також старших 18 років.
Середній дохід на одне домашнє господарство  становив 63 842 долари США (медіана — 49 500), а середній дохід на одну сім'ю — 77 774 долари (медіана — 61 813). Медіана доходів становила 41 354 долари для чоловіків та 33 125 доларів для жінок. За межею бідності перебувало 2,8 % осіб, у тому числі 0,0 % дітей у віці до 18 років та 6,7 % осіб у віці 65 років та старших.
Цивільне працевлаштоване населення становило 255 осіб. Основні галузі зайнятості: освіта, охорона здоров'я та соціальна допомога — 24,3 %, публічна адміністрація — 13,3 %, роздрібна торгівля — 10,6 %, сільське господарство, лісництво, риболовля — 9,0 %.